# Velvet

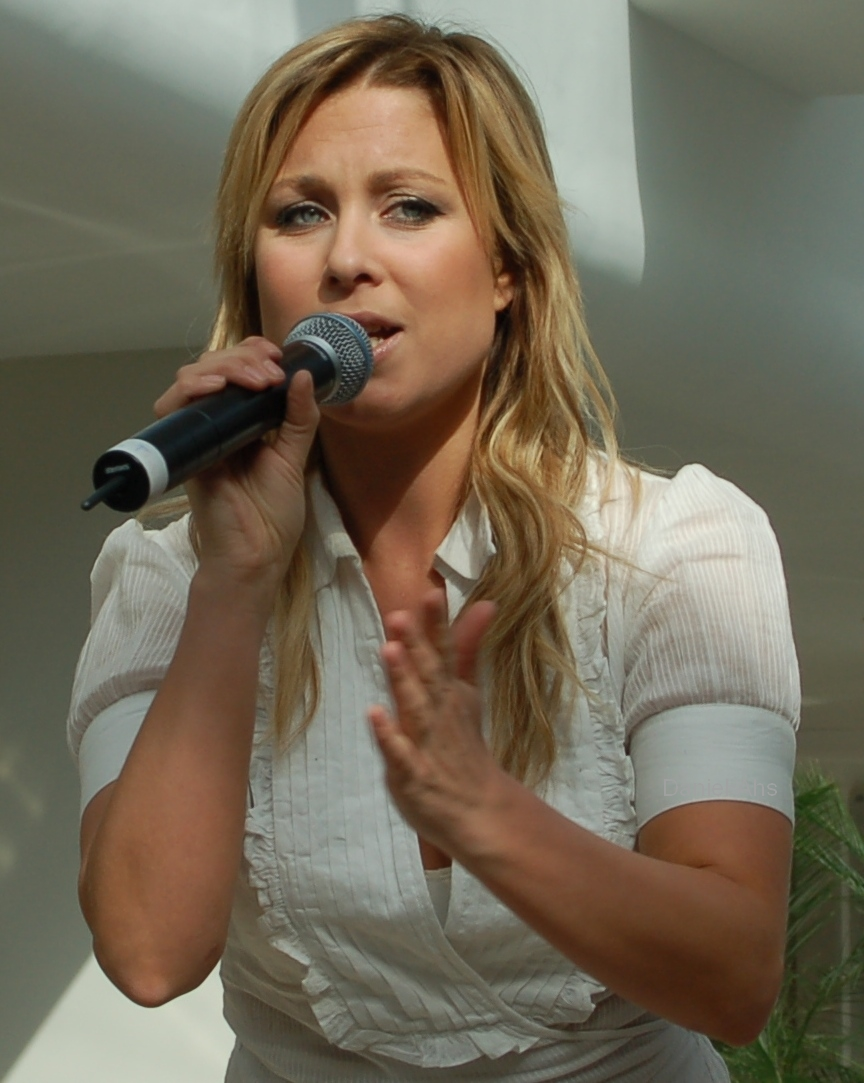
Velvet in Norrköping 2007

Velvet (* 5. November 1975 in Helsingborg, Schweden, eigentlich Jenny Marielle Pettersson) ist eine schwedische Popsängerin. Seit 2005 veröffentlichte sie mehrere Singles und zwei Alben. Ihre erste Singleauskopplung war eine Coverversion des Hits Rock Down To (Electric Avenue) von Eddy Grant, dieser Song wurde zum Dauerbrenner in Nord- und Osteuropa. Die Nachfolge-Singles Don’t Stop Moving und Mi Amore waren 2006 in einigen europäischen Staaten wie Polen, Bulgarien und Schweden sehr erfolgreich. Einen größeren Bekanntheitsgrad erlangte sie aber erst mit der vierten Singleauskopplung Fix Me Mitte 2007, dieser Song wurde sogar in Deutschland bekannt. Im August 2007 wurde ebenfalls eine fünfte Single Chemistry veröffentlicht.

## Diskografie

### Alben
| Jahr | Titel     | Höchstplatzierung, Gesamtwochen, AuszeichnungChartsChartplatzierungen (Jahr, Titel, Platzierungen, Wochen, Auszeichnungen, Anmerkungen) | Anmerkungen                         |
| Jahr | Titel     | SE | Anmerkungen                         |
| ---- | --------- | --- | ----------------------------------- |
| 2006 | Finally   | SE46 (1 Wo.)SE | Erstveröffentlichung: 20. März 2006 |
| 2009 | The Queen | SE33 (3 Wo.)SE | Erstveröffentlichung: 18. März 2009 |

### Singles
| Jahr | Titel Album                            | Höchstplatzierung, Gesamtwochen, AuszeichnungChartsChartplatzierungen (Jahr, Titel, Album, Platzierungen, Wochen, Auszeichnungen, Anmerkungen) | Anmerkungen                            |
| Jahr | Titel Album                            | SE | Anmerkungen                            |
| ---- | -------------------------------------- | --- | -------------------------------------- |
| 2005 | Rock Down To (Electric Avenue) Finally | SE6 (11 Wo.)SE | Erstveröffentlichung: 13. April 2005   |
| 2005 | Don’t Stop Movin’ Finally              | SE8 (10 Wo.)SE | Erstveröffentlichung: 19. August 2005  |
| 2006 | Mi amore Finally                       | SE5 (15 Wo.)SE | Erstveröffentlichung: 16. März 2006    |
| 2007 | Fix Me The Queen                       | SE7 (12 Wo.)SE | Erstveröffentlichung: 3. Februar 2007  |
| 2007 | Chemistry The Queen                    | SE8 (3 Wo.)SE | Erstveröffentlichung: 15. Juli 2007    |
| 2008 | Déjà Vu The Queen                      | SE2 (10 Wo.)SE | Erstveröffentlichung: 11. Februar 2008 |
| 2008 | Take My Body Close The Queen           | SE8 (11 Wo.)SE | Erstveröffentlichung: 26. August 2008  |
| 2009 | The Queen                              | SE13 (6 Wo.)SE | Erstveröffentlichung: 23. Februar 2009 |
| 2009 | Come Into The Night The Queen          | SE44 (4 Wo.)SE | Erstveröffentlichung: 31. August 2009  |
| 2010 | My Destiny The Queen                   | SE43 (3 Wo.)SE | Erstveröffentlichung: 8. März 2010     |